# زوران بيشيتش (لاعب كرة قدم)
زوران بيشيتش هو مدرب كرة قدم ولاعب كرة قدم صربي، ولد في 9 مايو 1951 في بلغراد في صربيا.